# Józef Jakubowicz (więzień obozów)
Józef Jakubowicz (ur. 10 października 1925 w Oświęcimiu, zm. 22 maja 2013 w Neumarkt in der Oberpfalz) – więzień jedenastu różnych obozów pracy przymusowej i obozów koncentracyjnych.
Pod koniec życia mieszkał w Norymberdze. Jest autorem autobiografii Auschwitz ist auch eine Stadt.